# Ghiacciaio Peterson
Il ghiacciaio Peterson (in inglese Peterson Glacier) è un ghiacciaio situato sulla costa di Budd, nella parte occidentale della Terra di Wilkes, in Antartide. Il ghiacciaio, il cui punto più alto si trova a più di 200 m s.l.m., fluisce verso ovest fino a entrare nella baia di Penney, proprio di fronte all'isola Herring, nelle isole Windmill.

## Storia
Il ghiacciaio Peterson è stato mappato per la prima volta nel 1955 da G. D. Blodgett grazie a fotografie aeree scattate durante l'operazione Highjump, 1946-1947, ed è stato in seguito così battezzato dal Comitato consultivo dei nomi antartici in onore di Louie N. Peterson, operatore radio della marina militare statunitense presente nell'Operazione Windmill, 1947-48, che diede supporto nell'installazione di stazioni di controllo astronomico lungo la parte della costa antartica che va dalla costa di Guglielmo II alla costa di Budd.